# Bergtjärnen (Själevads socken, Ångermanland)
Bergtjärnen är en sjö i Örnsköldsviks kommun i Ångermanland och ingår i Moälven-Nätraåns kustområde.